# Tucunaré (Linux)

Tucunaré, anteriormente conhecido como SuiteTelecentro, é um sistema operacional livre desenvolvido desde 2003 pela equipe do Laboratório de Software Livre para Inclusão Digital do Banco do Brasil para ser usado em telecentros brasileiros, é baseado na distribuição Debian GNU/Linux.

## Distribuição
Surgiu da necessidade de se obter um sistema operacional livre que atendesse às configurações de hardwares específicos de computadores usados e doados pelo Banco do Brasil.
Hoje está sendo usado por entidades como Banco do Brasil, Fundação Banco do Brasil, Ministério da Pesca e Aquicultura, Secretaria de Estado de Ciência, Tecnologia e Ensino Superior de Minas Gerais,  SERPRO de Campinas, Assentamentos rurais entre outros.
O Tucunaré conta hoje com mais de 624 mil downloads das versões antigas e mais de 16.942 downloads das versões mais atuais. Em 28 de abril de 2012 durante o FLISOL-DF  a distribuição foi liberada oficialmente para a comunidade  brasileira do software livre.

## Versões
A última versão estável do Tucunaré, 2.6.7 foi lançada em abril de 2012. Sua interface gráfica é o Gnome, rodando sobre LTSP. Os principais softwares oferecidos na instalação incluem o conjunto de aplicações de escritório LibreOffice (incluindo o processador de texto Writer, a planilha eletrônica Calc, o editor de apresentações Impress e o editor gráfico vetorial Draw), o navegador web Mozilla Firefox, o software para edição de imagem GIMP e o software para treinamento em digitação Klavaro.
Inclui o software de gerenciamento de telececentros Ocara além do Apoena, um software livre que produz clipping de notícias.

## Servidor
A mesma mídia permite dois tipos de instalação, um focado no uso do computador como um servidor para um telecentro e outro voltado para o uso como computador pessoal. O servidor do telecentro opera utilizando a tecnologia LTSP.
Através deste recurso é possível a utilização de computadores com hardware mais antigo ou limitado como terminais. Deste modo a instalação ficará disponível no servidor do telecentro, que é o computador de maior capacidade disponível. Os demais servem apenas de interface, compartilhando softwares e aplicações e não sendo necessário o uso de mídia de armazenamento neles.
Estas são características desejáveis para o uso num telecentro pois a administração e manutenção tornam-se mais simples e os recursos disponíveis são compartilhados entre os usuários.